# 中津川市川上有線放送施設
中津川市川上有線放送施設（なかつがわしかわうえゆうせんほうそうしせつ）は、岐阜県の補助事業整備にて誕生した中津川市営のケーブルテレビ局であった。2022年3月31日をもって閉局。
有線テレビ放送の愛称 かわうえケーブルテレビ
インターネットの愛称 かわうえネット

## 本社所在地
- 岐阜県中津川市川上284-1

## サービスエリア
- 岐阜県中津川市（旧川上村）

## 主な放送チャンネル

### テレビ局
| チャンネル | 放送局         |
| ---------- | -------------- |
| D011       | 東海テレビ     |
| D021       | NHK名古屋Eテレ |
| D031       | NHK岐阜総合    |
| D041       | 中京テレビ     |
| D051       | CBCテレビ      |
| D061       | メ～テレ       |
| D081       | ぎふチャン     |

### ラジオ局
| MHz  | 放送局    |
| ---- | --------- |
| 77.8 | ZIP-FM    |
| 78.3 | FM GIFU   |
| 80.7 | FM AICHI  |
| 85.8 | NHK岐阜FM |